# セシル (クリスタルキングの曲)
「セシル」は、クリスタルキングの8枚目のシングル。1982年7月21日にリリースされた。

## 概要
72,000枚以上の売り上げを記録した
。
これまでのクリスタルキングのシングルとは異なり、この曲のメインボーカルはギタリストの山下三智夫で、本来のボーカリストであるムッシュ吉崎と田中昌之はコーラスを担当した。曲自体は山下独特の透き通った歌声が特徴的。

## 収録曲
1. セシル (4分06秒)
作詞：大津あきら / 作曲：山下三智夫 / 編曲：梅垣達志

1. Fire (3分20秒)
作詞：中村公晴 / 作曲：今給黎博美 / 編曲：クリスタルキング+飛澤宏元